# Дор (Верховазький район)
Дор (рос. Дор) — присілок у складі Верховазького району Вологодської області, Росія. Входить до складу Верхівського сільського поселення.

## Населення
Населення — 47 осіб (2010; 69 у 2002).
Національний склад (станом на 2002 рік):
- росіяни — 99 %